# Fattore di crescita dell'endotelio vascolare
La terminologia fattore di crescita dell'endotelio vascolare (in inglese vascular endothelial growth factor, da cui la sigla VEGF) indica una specifica sottofamiglia di fattori di crescita coinvolti sia nella vasculogenesi (intesa come genesi ex novo di un sistema circolatorio in età embrionale), sia nell'angiogenesi (la formazione di vasi da strutture già esistenti).

## Classificazione
La proteina più importante di questa categoria è il VEGF-A, in origine chiamato VEGF prima della scoperta delle altre proteine della stessa famiglia. Ne fanno parte anche la P1GF (proteina placentare coinvolta nello sviluppo prenatale), VEGF-B, VEGF-C e VEGF-D.

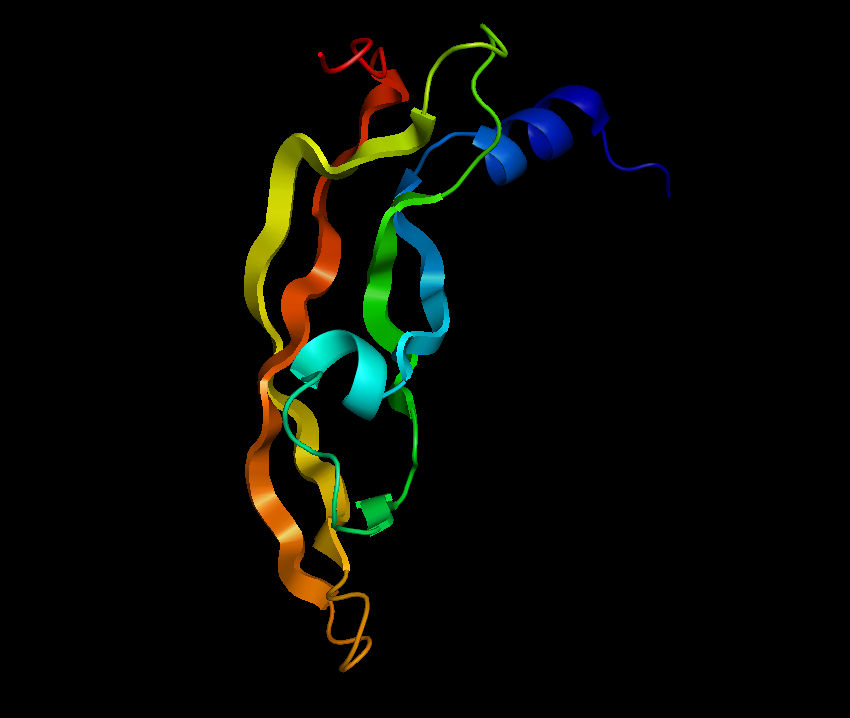
Struttura della Vammina, un VEGF proveniente dal veleno di serpente

Ulteriori molecole di questa famiglia sono state scoperte nei virus (VEGF-E) e nel veleno di alcuni serpenti (VEGF-F).
| Tipo   | Funzione |
| ------ | --- |
| VEGF-A | - Angiogenesi - ↑ migrazione e mitosi delle cellule endoteliali. - ↑ stimolazione dell'attività metano-monoossigenasi. - Creazione del lume dei vasi sanguigni. - Creazione di fenestrazioni nei capillari. - Chemiotassi di macrofagi e granulociti. - Vasodilatazione (mediante il rilascio di ossido nitrico). |
| VEGF-B | Angiogenesi embrionale. |
| VEGF-C | Linfangiogenesi. |
| VEGF-D | Necessario per lo sviluppo della circolazione linfatica attorno ai bronchioli polmonari. |
| PlGF   | Importante per la vasculogenesi, e implicato nell'angiogenesi in caso di ischemia, infiammazione, riparazione delle ferite e formazioni tumorali. |

L'attività del VEGF-A è stata maggiormente studiata su cellule dell'endotelio vascolare, anche se il fattore di crescita ha importanti ripercussioni su numerosi altri tipi cellulari (monociti e macrofagi, neuroni, cellule tumorali, cellule epiteliali del rene, ecc.). In vitro, è stato dimostrato che stimola la mitosi delle cellule endoteliali e la loro migrazione. È, inoltre, un vasodilatatore e aumenta la permeabilità vascolare (attività atte all'aumento del flusso sanguigno nell'area di infiammazione, una sorta di chemiotassi, dunque).

Le differenze strutturali tra le varie proteine della famiglia sono il risultato di uno splicing alternativo dell'mRNA trascritto da un singolo gene composto da 8 esoni. Il primo trascritto viene codificato col termine VEGFxxx: la ricombinazione dei suoi 8 esoni può portare alla strutturazione di proteine simili ma ognuna con peculiari caratteristiche e funzioni, come la regolazione dell'attività pro e antiangiogenetica e l'interazione con altre macromolecole (eparan solfato, proteoglicani, ecc.).

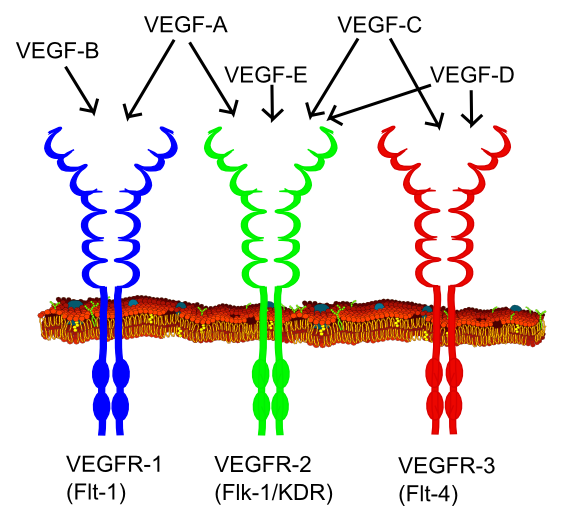
Tipi di VEGF e loro recettori.

## Funzionamento
Tutti i membri della famiglia VEGF stimolano risposte cellulari legandosi ai recettori tirosin-chinasici sulla superficie cellulare, forzandone la dimerizzazione e l'attivazione tramite transfosforilazione. I recettori per VEGF hanno una porzione extracellulare consistente in 7 domini simili a immunoglobuline, una singola porzione attraversante la membrana e una porzione intracellulare contenente un dominio tirosina chinasi. Il VEGF-A si lega coi recettori VEGFR-1 (Flt-1) e VEGFR-2 (KDR/Flk-1): di questi, il secondo media quasi tutte le risposte cellulari note al VEGF; il primo, invece, meno conosciuto, pare modulare l'attività dell'altro; un'altra funzione del VEGFR-1 potrebbe essere l'azione di inibitore competitivo nei confronti del 2, di cui ridurrebbe l'attività (e ciò pare essere particolarmente importante in età embrionale). Esiste inoltre un terzo recettore, VEGFR-3, in grado di legare VEGF-C e VEGF-D intervenendo nella linfangiogenesi.

## Produzione
La sintesi di VEGFxxx è indotta in cellule che non ricevono un apporto sufficiente di ossigeno: quando una cellula è in ipossia, essa produce HIF (Hypoxia Inducible Factor), un fattore di trascrizione che stimola il rilascio di VEGFxxx in grado di forzare il processo di angiogenesi. Il fattore HIF è il risultato della combinazione tra HIF1 alfa e HIF1 beta, che sono costantemente prodotti nella cellula; il primo però è sensibile alla presenza di O2, che se presente in alte concentrazioni ne determina la degradazione. Infatti l'HIF in presenza di ossigeno viene idrossilato, e proprio a causa di questa idrossilazione è indirizzato verso la degradazione. Quando l'apporto cellulare di ossigeno è scarso l'HIF non viene più idrossilato e agisce come fattore di trascrizione per la sintesi di VEGF. Questo è il meccanismo per cui la crescita tumorale incontrollata è possibile. Infatti le cellule tumorali non dispongo di sufficiente ossigeno per la loro sussistenza e questo le porterebbe a morte (o all utilizzo della glicolisi in condizioni anaerobiche) se non fosse per la regolazione del fattore HIF che promuove l'angiogenesi e quindi l'irrorazione delle cellule tumorali.

## Significati clinici e terapie
È stato dimostrato in più studi che uno dei primi passi nella formazione di neoplasie è la sovrapproduzione di VEGF da parte delle cellule tumorali, attività che consente a queste ultime un rifornimento costante di nutrienti necessari al soddisfacimento del loro metabolismo accelerato (basti pensare che un importante sintomo nella diagnosi di formazioni tumorali dell'epidermide è proprio un loro sanguinamento spontaneo, avvenimento impossibile in condizioni sane dato che i tessuti epiteliali, di norma, non sono riccamente irrorati da vasi sanguigni). Tra l'altro, il VEGF è coinvolto anche nella diagnosi dell'artrite reumatoide, della retinopatia diabetica, dell'enfisema polmonare e di ancora altre patologie.
Terapie anti-VEGF sono importanti, quindi, nel trattamento di determinati tumori e di altre patologie: possono coinvolgere anticorpi monoclonali o molecole atte a inibire la tirosin-chinasi coinvolta nei suoi recettori specifici. La proteina Aflibercept si lega ai fattori VEGF-A e VEGF-B inibendo l'angiogenesi.Se una cellula si divide in assenza dei normali meccanismi di regolazione della crescita, si sviluppa un clone di cellule così grande da interferire con le normali funzioni fisiologiche. Si tratta del cancro, una delle principali cause di morte nei paesi sviluppati, in continuo aumento anche nei paesi in via di sviluppo. In tutti i tipi di cancro, la normale regolazione della divisione cellulare diventa difettosa a causa di mutazioni a carico di uno o più geni. Per esempio, i geni che codificano proteine che normalmente inviano segnali intermittenti per la divisione cellulare possono diventare oncogeni, producendo costitutivamente proteine segnale attive; oppure geni che codificano proteine che normalmente inibiscono la divisione cellulare (geni soppressori dei tumori) possono mutare e produrre proteine che non svolgono più la loro funzione. In molti tipi di tumori intervengono ambedue i tipi di mutazione. Molti oncogeni e molti geni soppressori di tumori codificano proteina chinasi o proteine che agiscono a monte della proteina chinasi. È quindi ragionevole sperare che inibitori specifici delle proteina chinasi possano fungere da efficaci farmaci antitumorali. Per esempio, una forma mutante del recettore per EGF è un recettore Tyr chinasico (RTK) costantemente attivo, che quindi segnala che la cellula deve dividersi, sia che l'EFG sia presente o meno. Un'altra proteina RTK, il recettore del fattore di crescita dell'endotelio vascolare (VEGFR), deve essere attivata per la formazione di nuovi vasi (angiogenesi), al fine di fornire al tumore solido l'apporto sanguigno necessario. Un inibitore del VEGFR dovrebbe impedire l'apporto di nutrienti al tumore. Anche le tirosina chinasi non recettoriali possono mutare, producendo una segnalazione costante e una divisione cellulare non regolata. Dunque inibitori specifici delle chinasi potrebbero fungere da agenti chemioterapici per il trattamento delle sindromi tumorali. Attualmente ricercatori stanno effettuando una serie di studi per lo sviluppo di questo tipo di inibitori. Tutte le proteine chinasi hanno una struttura del sito attivo altamente conservata. Tutte hanno in comune le caratteristiche strutturali delle chinasi prototipo PKA: due lobi che racchiudono il sito attivo, con un'ansa P che favorisce l'allineamento e il legame dei gruppi fosforici dell'ATP; un'ansa di attivazione che si sposta per mettere a disposizione del substrato il sito attivo; un'elica C, che cambia posizione a seguito dell'attivazione dell'enzima, ponendo i residui nella posizione appropriata nella tasca di legame del substrato. I più semplici inibitori della proteina chinasi sono gli analoghi dell'ATP, che vanno a occupare il sito di legame dell'ATP stesso, ma non possono fungere da donatori del gruppo fosforico. Sono noti molti analoghi dell'ATP, ma il loro uso clinico è limitato alla mancanza di selettività, visto che essi inibiscono praticamente tutte le chinasi, producendo effetti collaterali inaccettabili. Una maggiore selettività può essere ottenuta utilizzando composti che riempiono parte del sito di legame dell'ATP e che allo stesso tempo interagiscono con porzioni della proteina chinasi bersaglio al di fuori del sito di legame. Una terza possibile strategia è basata sul fatto che, anche se le conformazioni attive di tutte le chinasi sono simili, le loro conformazioni inattive non lo sono. Farmaci in grado di riconoscere la conformazione inattiva di una specifica proteina chinasi e di impedire la sua conversione nella forma attiva potrebbero avere un'elevata specificità di azione. Un quarto approccio si basa sull'elevata specificità degli anticorpi. Per esempio, gli anticorpi monoclonali che si legano alle porzioni extracellulari delle proteina chinasi RTK potrebbero bloccare l'attività chinasica dei recettori, impedendone la dimerizzazione o causando la loro rimozione dalla superficie cellulare. In alcuni casi, il legame selettivo dell'anticorpo sulla superficie delle cellule cancerose può indurre il sistema immunitario ad attaccare le cellule. La ricerca dei farmaci che esplicano la loro attività nei confronti di specifiche proteine chinasi ha fornito risultati incoraggianti. La conoscenza dettagliata della struttura che circonda il sito di legame dell'ATP rende possibile progettare farmaci che inibiscono una proteina chinasi tramite il blocco del sito di legame indispensabile dell'ATP, oppure l'interazione con i residui che circondano quel sito tipici di quella particolare proteina chinasi. Almeno cento altri composti sono attualmente sottoposti a sperimentazione preclinica. Alcuni sono stati ottenuti da fonti naturali, altri sono stati prodotti per sintesi chimica. L'indirubina è il componente di un estratto di erbe tradizionalmente utilizzato in Cina per la cura di certe leucemie. Poiché centinaia di potenziali farmaci antitumorali sono sottoposti a sperimentazione clinica, si può sperare che alcuni di essi si riveleranno più efficaci o più specifici di quelli attualmente in uso.
Alcuni studi hanno concluso, nel 2008, che i farmaci anti-VEGF dimostrano efficacia terapeutica nella cura di tumori sia su cavie sia su esseri umani, ma "i benefici sono perlopiù transitori e seguiti da una reinstaurazione della crescita e del progredire del tumore".